# Veit Thorsten Örtenblad
Veit Thorsten Örtenblad, född 26 april 1855 i Tanums socken, Göteborgs och Bohus län, död 19 januari 1917 i Stockholm, var en svensk skogsman och botanist.
Örtenblad utexaminerades från Skogsinstitutet 1880, genomgick 1882–1883 forstakademien i Eisenach, blev 1888 tjänstgörande jägmästare i Norra Medelpads revir och tillförordnad föreståndare för Sillre skogsskola, 1891 jägmästare i Mellersta Ångermanlands (sedermera Junsele) revir, 1900 överjägmästare i Umeå distrikt och 1904 byråchef på Domänstyrelsens skogsavdelning. Delvis tillsammans med Conrad Georg Holmerz utförde han 1884–1890 tillväxtundersökningar i Norrlands och Dalarnas skogar. Med framgång verkade Örtenblad för skogsskötselns anpassning till de varierande naturförhållandena i landet. 
Tillsammans med Karl Fredenberg utgav han tidskriften Skogsvännen.
Örtenblad blev 1908 ledamot av Lantbruksakademien.